# Tomáš Hellebrandt
Tomáš Hellebrandt, né le 7 avril 1982, est un économiste et homme politique slovaque. De novembre 2023 à février 2024, il est membre du Conseil national.

## Biographie

### Jeunesse et études
Tomáš Hellebrandt naît le 7 avril 1982 à Žilina en Slovaquie. À l'âge de dix ans, il déménage avec ses parents à Dubaï, où il grandit.
Hellebrandt étudie l'économie à l'Université d'Oxford et à la London School of Economics. Après avoir obtenu son diplôme, il travaille en tant qu'économiste à la Banque d'Angleterre, puis à la Peterson Institute for International Economics.
Entre 2017 et 2022, Hellebrandt travaille en tant qu'analyste au ministère des Finances en Slovaquie. Il quitte le ministère après avoir critiqué le ministre Igor Matovič pour avoir ignoré les preuves présentées par le personnel du ministère et avoir coopéré avec des politiciens d'extrême droite dans le but de faire passer son programme au Parlement.

### Carrière politique
À la suite de son départ du ministère, Hellebrandt rejoint en novembre 2023 le parti Slovaquie progressiste et en devient l'expert économique.
Lors de la campagne électorale menant aux élections législatives slovaques de 2023, Hellebrandt devient la cible de désinformations. L'influenceur en ligne d'extrême droite Daniel Bombic affirme que Hellebrandt était décédé ou mourant après avoir reçu la quatrième dose de vaccin contre la Covid-19. Hellebrandt et son parti politique répondent à la rumeur en confirmant qu'Hellebrandt était en parfaite santé et en critiquant ceux qui répandaient la rumeur pour avoir causé un stress inutile à la famille de Hellebrandt.
Après avoir remporté un mandat électoral, Hellebrandt porte un ruban arc-en-ciel sur sa veste lors de la cérémonie de prestation de serment.
Le 6 février 2024, Hellebrandt démissionne de son siège de député après avoir omis de divulguer une maladie infectieuse alors qu'il était soigné dans un hôpital de Žilina.

## Vie privée
Hellebrandt se considère comme « un fier membre de la communauté arc-en-ciel.» Avec sa collègue députée slovaque progressiste Lucia Plaváková, il est le troisième membre ouvertement homosexuel du parlement slovaque, après Edita Angyalová et Stanislav Fořt.

### Traduction
- (en) Cet article est partiellement ou en totalité issu de l’article de Wikipédia en anglais intitulé « Tomáš Hellebrandt » (voir la liste des auteurs).